# Portia labiata
Portia labiata (лат.) — вид пауков рода Portia из семейства пауков-скакунов (Salticidae).

## Описание
Мелкие пауки-скакуны. Длина самок от 7 до 10 мм:433, а их карапакс от 2,8 до 3,8 мм:103-105. Длина самцов от 5 до 7,5 мм:433, их карапакс от 2,4 to 3,3 мм:103-105. Головогрудь самок оранжево-коричневая, немного светлее вокруг глаз, где есть блестящие полосы переливающиеся от фиолетового до зеленого цвета:103-105.
Питаются в основном другими пауками. Касаясь паутины, они могут имитировать движения дуновения ветра, чтобы оставаться незамеченными. Благодаря хорошему зрению они могут приблизиться к жертве, оставаясь незамеченными, и стремительно атаковать.

## Распространение
Южная и Юго-Восточная Азия от Шри-Ланки до Филиппин.

## В культуре
В романе Адриана Чайковского «Дети времени» (Adrian Tchaikovsky, Children of Time) данный вид пауков оказался невольным участником масштабного эксперимента на терраформированной планете. Благодаря искусственному нановирусу пауки приобрели повышенный интеллект, построили биологическую цивилизацию и вышли в космос.